# Ловцово (городской округ Домодедово)
Ловцово — деревня в городском округе Домодедово Московской области.

## География
Находится в южной части Московской области на расстоянии приблизительно 6 км на юго-восток по прямой от железнодорожной станции Домодедово.

## История
Известна с 1629 года как бывшее село, вотчина Богородицкого Пафнутьева монастыря с 6 дворами.

## Население
Постоянное население составляло 36 человек в 2002 году (русские 100 %), 27 в 2010.